# Halmos
Halmos (szlovákul Jablonec, korábban Halmeš, németül Halmesch) község Szlovákiában, a Pozsonyi kerület Bazini járásában.

## Fekvése
Nagyszombattól 12 km-re délnyugatra fekszik.

## Története
A régészeti leletek tanúsága szerint területén már a korai kőkorszakban éltek emberek. A mai települést 1279-ben Jablynch néven említik először.
Vályi András szerint "HALMES. Tót falu Posony Várm., földes Ura G. Pálfy Uraság, lakosai katolikusok, határja három nyomásbéli, közép termékenységű, réttye, mezeje szűken van."
A trianoni békeszerződésig Pozsony vármegye Nagyszombati járásához tartozott.

## Népessége
| Év:            | 1994. | 2004.   | 2014.    | 2024.   |
| -------------- | ----- | ------- | -------- | ------- |
| Emberek száma: | 751   | 826     | 964      | 1042    |
| Eltérés:       |       | +9,98 % | +16,70 % | +8,09 % |

| Év:            | 2023. | 2024.   |
| -------------- | ----- | ------- |
| Emberek száma: | 1035  | 1042    |
| Eltérés:       |       | +0,67 % |

1910-ben 567, túlnyomórészt szlovák lakosa volt.
2011-ben 911 lakosából 902 szlovák.

## Nevezetességei

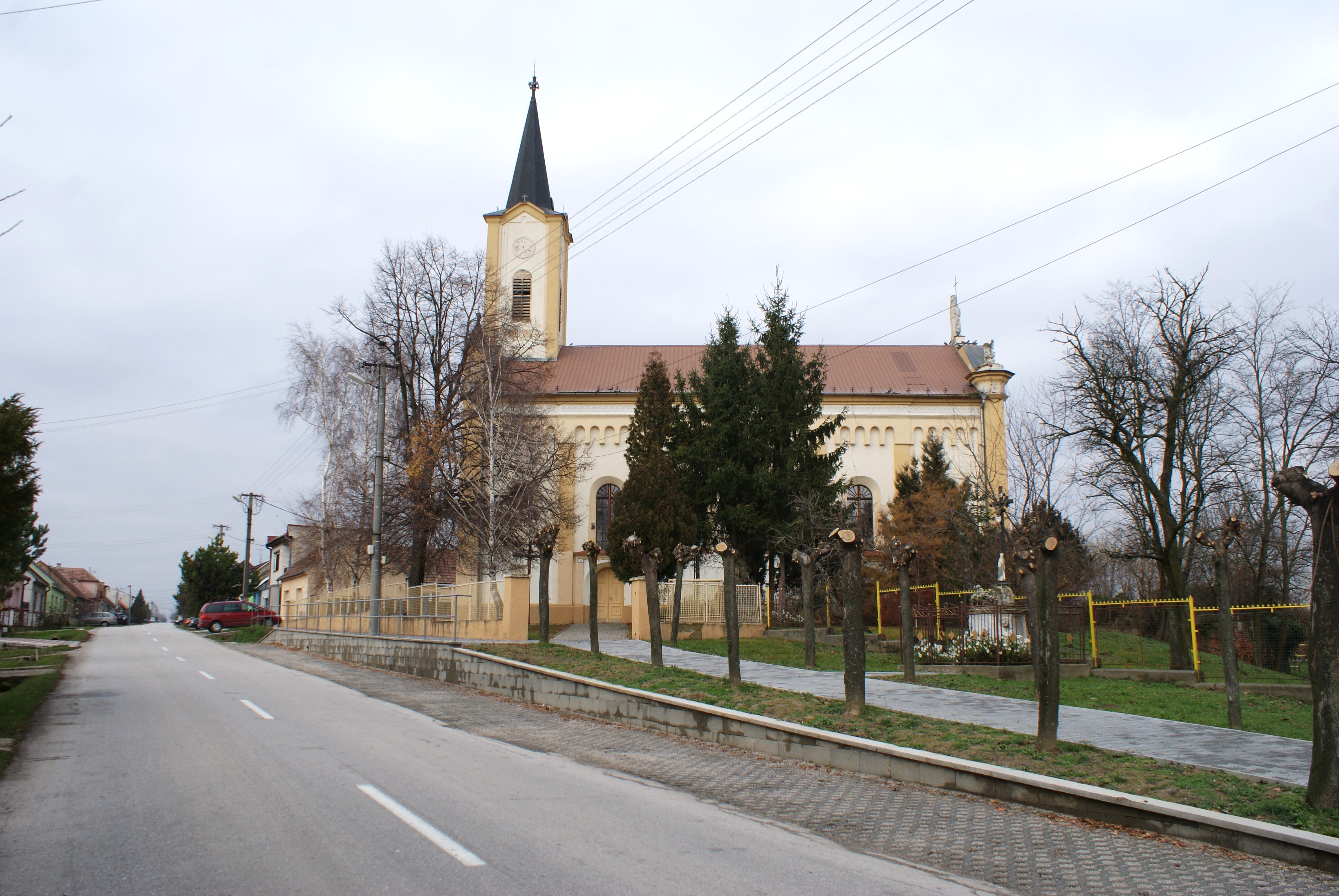
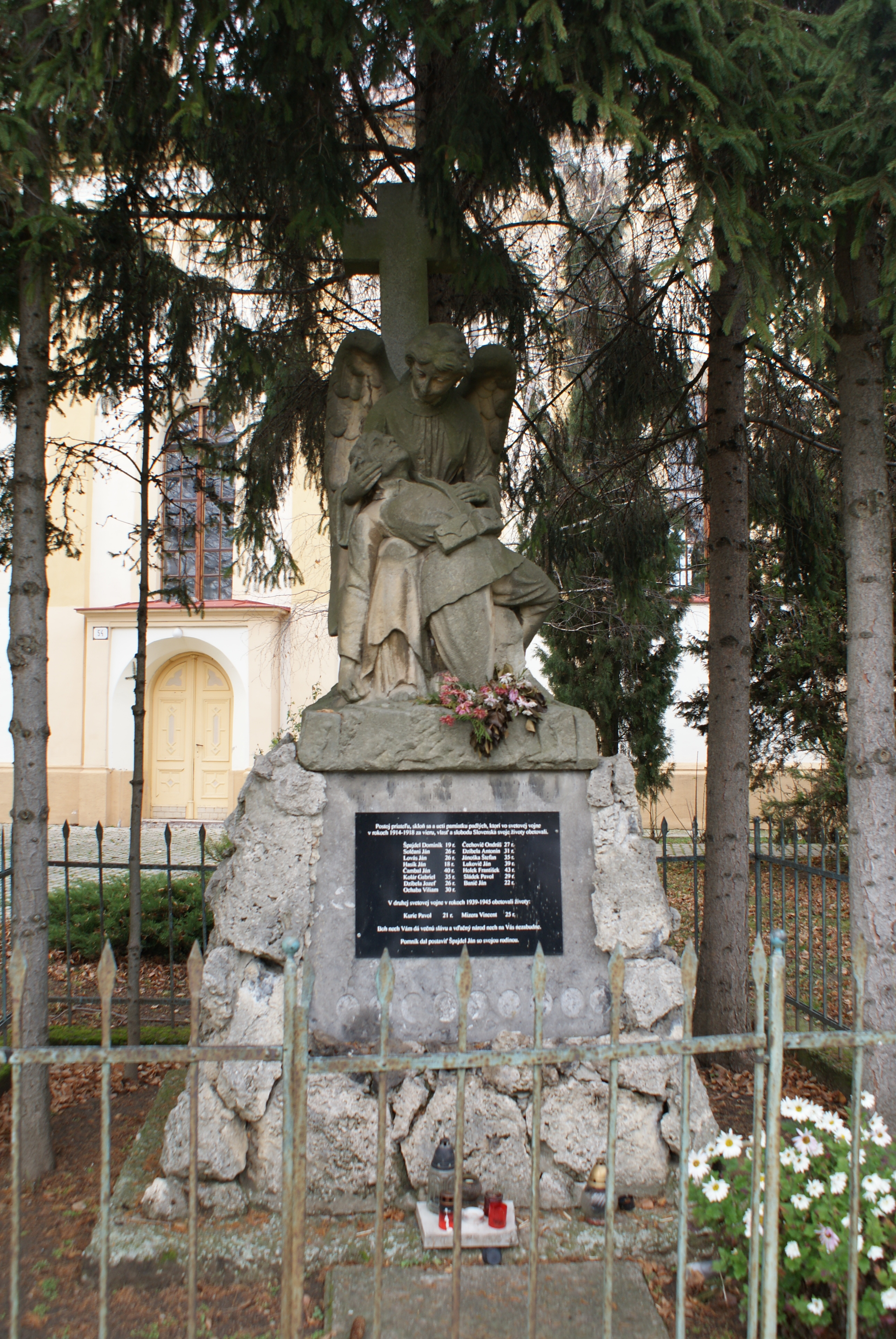

- Szent Mária Magdolna tiszteletére szentelt római katolikus temploma 1860-ban épült.

## Külső hivatkozások
- Hivatalos oldal
- Községinfó
- Halmos Szlovákia térképén
- E-obce.sk